# Ronald Hübner
Ronald Hübner (* 27. Februar 1955 in Deichsende) ist ein deutscher Psychologe, emeritierter Hochschulprofessor und Autor. Von 1998 bis 2021 war er Professor für Allgemeine Psychologie mit Schwerpunkt Kognitive Psychologie an der Universität Konstanz.

## Akademische Laufbahn
Ronald Hübner nahm im Jahr 1980 ein Studium der Psychologie an der Georg-August-Universität in Göttingen auf und schloss dieses 1984 mit dem Diplom ab. Im Anschluss daran wechselte er als Doktorand an die Universität Regensburg, dort war er unter Jan Drösler am Institut für Psychologie tätig. Nach vier Jahren wurde er 1988 in Regensburg zum Dr. phil. promoviert. Seine Dissertation trägt den Titel Eine experimentelle Analyse eines messtheoretisch fundierten dynamischen Modells zur Lautheitsadaptation.
Im Jahr darauf erhielt er ein durch die NATO ausgegebenes Stipendium, um für 10 Monate an der University of California, Berkeley im Auditory Perception Laboratory von Ervin R. Hafter über auditive Aufmerksamkeit zu forschen.
Nach seiner Rückkehr aus den Vereinigten Staaten nach Deutschland erhielt er von der Deutschen Forschungsgemeinschaft (DFG) ein Habilitationsstipendium zur Erforschung visueller Aufmerksamkeit in der Arbeitsgruppe von Dirk Vorberg an der Technischen Universität Braunschweig. Er arbeitete dort am Institut für Psychologie als wissenschaftlicher Mitarbeiter bis 1998. Währenddessen erhielt er 1995 seine Habilitation zum Dr. rer. nat. habil. und damit die Lehrbefähigung. Die Habilitationsschrift trägt den Titel Formale und experimentelle Analysen selektiver Aufmerksamkeitsprozesse.
1998 erhielt Hübner einen Ruf der Universität Konstanz auf die Professur für Allgemeine Psychologie mit Schwerpunkt Kognitive Psychologie, den er annahm. Nach Arbeiten zur auditiven und visuellen Aufmerksamkeit, zu exekutiven Kontrollfunktionen und zur formalen Modellierung darin involvierter Prozesse forscht er seit 2014 zu Themen experimenteller Ästhetik.

## Publikationen und wissenschaftliche Werke
Hübner schreibt und veröffentlicht regelmäßig in wissenschaftlichen Journalen. So erreichte er im Februar 2025 einen h-Index von 36 bei Google Scholar und 28 bei Scopus.

### Auswahl
- R. Hübner: Eine experimentelle Analyse eines messtheoretisch fundierten dynamischen Modells zur Lautheitsadaptation. 1988.[3]
- R. Hübner: On possible models of attention in signal detection. In: Journal of Mathematical Psychology. Band 37, 1993, S. 266–281.
- R. Hübner, T. Futterer, M. Steinhauser: On attentional control as source of residual shift costs: Evidence from two-component task shifts. In: Learning, Memory, and Cognition. Journal of Experimental Psychology. Band 27, 2001, S. 640–653.
- R. Hübner, G. Volberg: The integration of object levels and their content: A theory of global/local processing and related hemispheric differences. In: Human Perception and Performance. Journal of Experimental Psychology. Band 31, 2005, S. 520–541.
- R. Hübner, M. Steinhauser, C. Lehle: A dual-stage two-phase model of selective attention. In: Psychological Review. Band 117, 2010, S. 759–784.
- R. Hübner, M. G. Fillinger: Comparison of objective measures for predicting perceptual balance and visual aesthetic preference. In: Frontiers in Psychology. Band 7, 2016, S. 335.
- R. Hübner, M. G. Fillinger: Perceptual balance, stability, and aesthetic appreciation: Their relations depend on the picture type. In: i-Perception. Band 10, Nr. 3, 2019, S. 1–17.
- K. Thömmes, R. Hübner: Why people press "Like": A new measure for aesthetic appeal derived from Instagram data. In: Psychology of Aesthetics, Creativity, and the Arts. 2020.[9]
- R. Hübner, E. S. Ufken: Curviness is a better predictor of a woman’s body attractiveness than the waist-to-hip ratio. In Scientific Reports. Band 14:23081, 2024.  doi:10.1038/s41598-024-74265-z (PDF)

## Mitgliedschaften
Hübner ist Mitglied der European Society for Cognitive Psychology, Psychonomic Society, Deutschen Gesellschaft für Psychologie sowie International Association of Empirical Aesthetics.